# Intiraymi Airport
Intiraymi Airport är en flygplats i Bolivia.   Den ligger i departementet Oruro, i den centrala delen av landet, 270 km nordväst om huvudstaden Sucre. Intiraymi Airport ligger 3 725 meter över havet.
Terrängen runt Intiraymi Airport är platt åt nordväst, men åt sydost är den kuperad. Runt Intiraymi Airport är det ganska glesbefolkat, med 40 invånare per kvadratkilometer.. 
Omgivningarna runt Intiraymi Airport är i huvudsak ett öppet busklandskap.